# Kruis van Verdienste van het Nederlandse Rode Kruis
Het Kruis van Verdienste van het Nederlandse Rode Kruis werd in 1914 ingesteld nadat Koningin Wilhelmina het Nederlandse Rode Kruis op 27 november van dat jaar in een Koninklijk Besluit toestemming had gegeven om "een Kruis of Medaille van Verdienste" in te stellen. Het bestuur van het Rode Kruis zag dat ruim en stichtte een kruis en twee medailles. Deze Medailles van Verdienste wordt apart besproken.
Het kruis is, als ware het een Koninklijke onderscheiding, gedekt door een koningskroon. De onderscheiding wordt door het bestuur van het Rode Kruis verleend om "belangrijke diensten binnen of jegens het Nederlandse Rode Kruis" te belonen. Men is zuinig met het verlenen van deze decoratie die dan ook veel aanzien geniet.

## Het versiersel
Men heeft in 1914 als versiersel een vierarmig rood geëmailleerd Grieks kruis met brede witte randen gekozen. Tussen de armen zijn vier klimmende gouden leeuwen, het zijn gezien hun prachtige manen vier katers, bevestigd. Deze leeuwen staan met hun poten op de horizontale armen en de twee onderste leeuwen zijn dan ook het spiegelbeeld van de bovenste leeuwen. In het midden van het kruis is een rond medaillon bevestigd met in het midden een rood kruis van Genève op een wit veld met daaromheen een rode ring met daarop, in gouden letters, het opschrift "PRO MERITO" (Latijn: "Voor verdienste"). Op de keerzijde staat het de datum "1867" en het randschrift "NEDERLANDSCHE ROODE KRUIS". Dit randschrift overleefde een aantal spellingshervormingen en werd pas in 1977 gewijzigd in "NEDERLANDSE RODE KRUIS".
Tijdens de Tweede Wereldoorlog werd het Kruis van Verdienste van het Nederlandse Kruis ook in Londen gefabriceerd bij de gerenommeerde firma Spinks. De kruisen van deze Britse hofleverancier zijn veel fraaier uitgevoerd dan de door Nederlandse juweliers vervaardigde kruisen.
Als verhoging draagt het verguld zilveren kruis een eveneens vergulde zilveren beugelkroon van hetzelfde model als de Nederlandse koninklijke kroon.
Het gewaterde zijden lint is, zoals in Nederland gebruikelijk, 37 millimeter breed en heeft drie gelijke banen rood-wit-rood met aan de boorden smalle strepen wit. Wanneer op een uniform de baton wordt gedragen dan draagt men hierop een rozet in de kleuren van het lint. Die rozet maakt duidelijk dat het een Kruis van Verdienste betreft en niet een van de twee medailles die aan hetzelfde lint worden gedragen.
Zoals een aantal van de Onderscheidingen van het Nederlandse Rode Kruis mag ook dit kruis door militairen op hun uniformen worden gedragen. Burgers dragen een rozet als knoopsgatversiering en een op hun rokkostuum een miniatuur, zonder rozet, van de onderscheiding.